# Busso

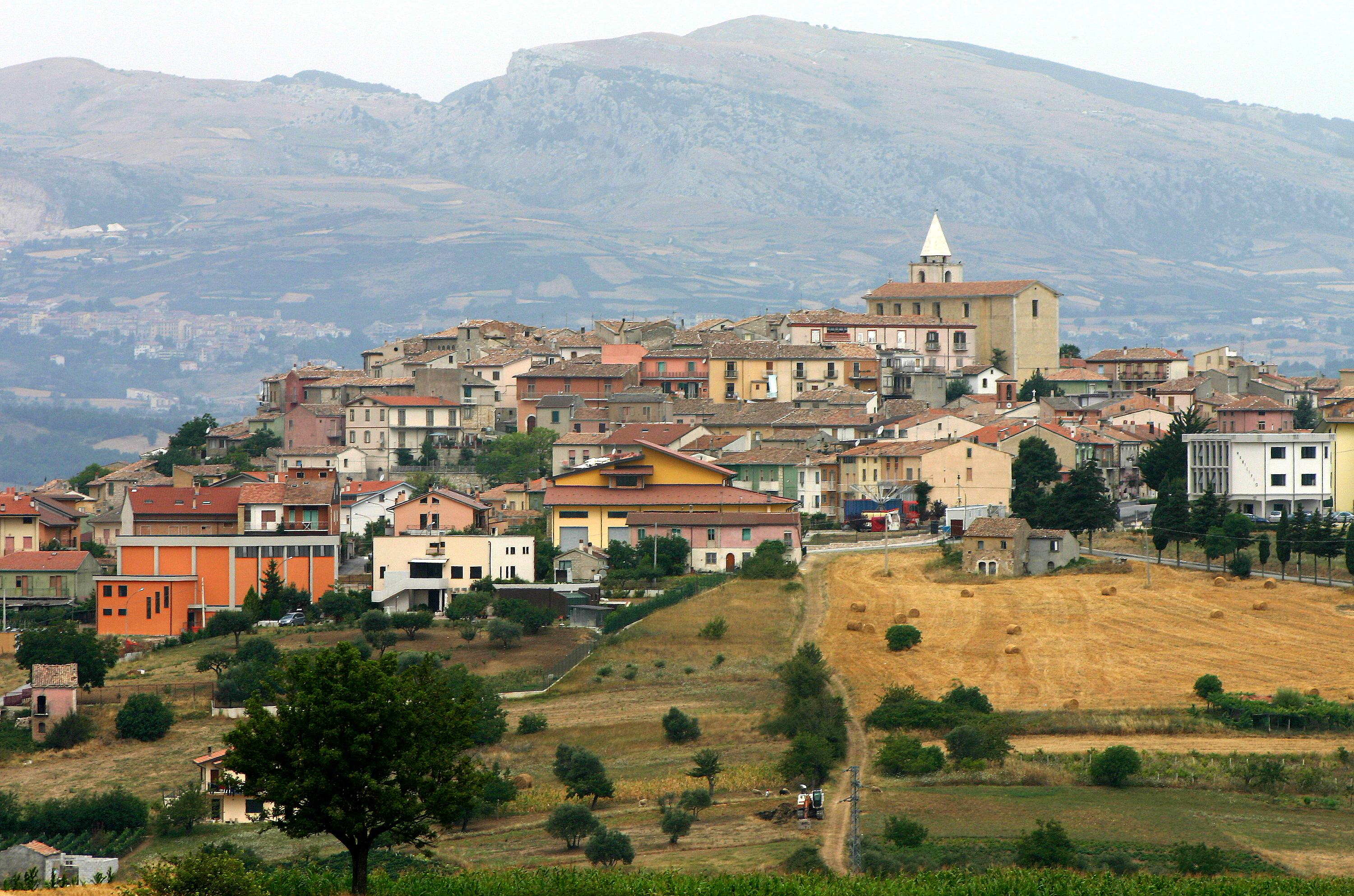
Blick auf Busso

Busso ist eine italienische Gemeinde (comune) mit 1158 Einwohnern (Stand: 31. Dezember 2023) in der Provinz Campobasso in der Region Molise. Schutzpatron des Ortes ist der hl. Laurentius von Rom.

## Geographie
Das Gemeindegebiet umfasst eine Fläche von 23,81 km². Der Ort liegt auf einer Höhe von 756 Metern über dem Meer. Die Nachbargemeinden sind Baranello, Campobasso, Casalciprano, Castropignano, Oratino, Spinete und Vinchiaturo.